# Gare de Maulusmühle
La gare de Maulusmühle est une ancienne gare ferroviaire luxembourgeoise de la ligne 1, de Luxembourg à Troisvierges-frontière, située au village de Maulusmühle sur le territoire de la commune de Wincrange, dans le canton de Clervaux.
Elle est mise en service en 1866 par la Compagnie des chemins de fer de l'Est, l'exploitant des lignes de la Société royale grand-ducale des chemins de fer Guillaume-Luxembourg.
C'était une halte voyageurs de la Société nationale des chemins de fer luxembourgeois (CFL), avant sa fermeture en 2014.

## Situation ferroviaire
Établie à 425 mètres d'altitude, la gare de Maulusmühle est située au point kilométrique (PK) 81,045 de la ligne 1 de Luxembourg à Troisvierges-frontière, entre les gares de Clervaux et Troisvierges.

## Histoire
La halte de Maulusmühle est mise en service par la Compagnie des chemins de fer de l'Est, l'exploitant des lignes de la Société royale grand-ducale des chemins de fer Guillaume-Luxembourg, lors de l'ouverture à l'exploitation de la section d'Ettelbruck à Troisvierges le 15 décembre 1866.
Elle devient une station en 1910 alors qu'elle est exploitée par la Direction générale impériale des chemins de fer d'Alsace-Lorraine.
À la suite du nouvel horaire cadencé de la ligne du Nord, la gare de Maulusmühle n'est plus desservie par aucun train, ceci à partir du 14 décembre 2014. Avant sa fermeture c'était une halte de la Société nationale des chemins de fer luxembourgeois (CFL) équipée d'un abri et d'un automate pour l'achat de titres de transport. Elle était desservie par des trains de la ligne 10 : InterRegion (IR) et Regional-Express (RE), qui effectuaient des missions entre les gares de Luxembourg et de Troisvierges, ou de Gouvy (en Belgique).
Le quai a été détruit en 2022 pour permettre la création de la nouvelle piste cyclable entre Clervaux et Troisvierges.

## Service des voyageurs
Halte fermée depuis 2014. Le village reste desservi par le Régime général des transports routiers.